# Periscyphis pallidus
Periscyphis pallidus är en kräftdjursart som beskrevs av Schmoelzer 1974. Periscyphis pallidus ingår i släktet Periscyphis och familjen Eubelidae. Inga underarter finns listade i Catalogue of Life.